# Lista över kyrkliga kulturminnen i Västernorrlands län
Förteckning över kyrkliga kulturminnen i Västernorrlands län.

## Härnösands kommun
| Namn                                      | Ursprunglig funktion                                     | Byggår | Arkitekt | Plats | Läge                 | Anläggnings-ID | Bild                                    |
| ----------------------------------------- | -------------------------------------------------------- | ------ | -------- | ----- | -------------------- | -------------- | --------------------------------------- |
| Barsvikens kapell (Skedom S:17)           | Kyrka (1 byggnad)                                        |        |          |       | 62.49481, 17.81228   |                | Ladda upp en till bild av denna byggnad |
| Hemsö kyrka (Hultom 2:22)                 | Kyrka med begravningsplats (1 byggnad)                   |        |          |       | 62.72853, 18.10300   |                | Ladda upp en till bild av denna byggnad |
| Häggdångers kyrka (Hov 1:20)              | Kyrka med begravningsplats (1 byggnad)                   |        |          |       | 62.54392, 17.81707   |                | Ladda upp en till bild av denna byggnad |
| Härnösands domkyrka (Ön 2:48)             | Kyrka med begravningsplats (1 byggnad)                   |        |          |       | 62.63107, 17.94182   |                | Ladda upp en till bild av denna byggnad |
| Högsjö gamla kyrka (Högsjö Prästbord 1:9) | Kyrka med begravningsplats (1 byggnad)                   |        |          |       | 62.79932, 17.83861   |                | Ladda upp en till bild av denna byggnad |
| Högsjö nya kyrka (Nordansjö 1:22)         | Kyrka med begravningsplats (inga registrerade byggnader) |        |          |       | 62.792194, 17.896472 |                | Ladda upp en till bild av denna byggnad |
| Lungö kapell (Lungön 1:173)               | Kyrka,Skola (1 byggnad)                                  |        |          |       | 62.66513, 18.06543   |                | Ladda upp en bild av denna byggnad      |
| Stigsjö kyrka (Stigsjö prästbol 1:2)      | Kyrka med begravningsplats (1 byggnad)                   |        |          |       | 62.63871, 17.66979   |                | Ladda upp en till bild av denna byggnad |
| Säbrå kyrka (Byåker 3:1)                  | Kyrka (1 byggnad)                                        |        |          |       | 62.64216, 17.85006   |                | Ladda upp en till bild av denna byggnad |
| Sörgårdens kapell (Sörgården 7:1)         | Kapell (1 byggnad)                                       |        |          |       | 62.72444, 17.55333   |                | Ladda upp en till bild av denna byggnad |
| Viksjö kyrka (Viksjön 12:1)               | Kyrka med begravningsplats (1 byggnad)                   |        |          |       | 62.76846, 17.41895   |                | Ladda upp en till bild av denna byggnad |
| Ängekyrkan (Plinten 14)                   | Kyrka sammanbyggd med församlingshem (1 byggnad)         |        |          |       | 62.64141, 17.92413   |                | Ladda upp en till bild av denna byggnad |

## Kramfors kommun
| Namn                                                               | Ursprunglig funktion                                | Byggår | Arkitekt | Plats | Läge               | Anläggnings-ID | Bild                                    |
| ------------------------------------------------------------------ | --------------------------------------------------- | ------ | -------- | ----- | ------------------ | -------------- | --------------------------------------- |
| Berghamns kapell (Berghamns Kapell 1:1)                            | Kapell (1 byggnad)                                  |        |          |       | 62.81264, 18.24186 |                | Ladda upp en till bild av denna byggnad |
| Bjärtrå kyrka (Inholm 4:1)                                         | Kyrka med begravningsplats (1 byggnad)              |        |          |       | 62.97500, 17.88061 |                | Ladda upp en till bild av denna byggnad |
| Bönhamns kapell (Mjösjö 1:3)                                       | Kapell (1 byggnad)                                  |        |          |       | 62.87839, 18.44680 |                | Ladda upp en till bild av denna byggnad |
| Dals kyrka (Dals kyrkojord 2:1)                                    | Kyrka med begravningsplats (1 byggnad)              |        |          |       | 63.05786, 17.62023 |                | Ladda upp en till bild av denna byggnad |
| Gudmundrå krematoriekapell (Gudmundrå prästbord 1:19)              | Kapell,Kapell med begravningsplats (1 byggnad)      |        |          |       | 62.91708, 17.78403 |                | Ladda upp en till bild av denna byggnad |
| Gudmundrå kyrka (Gudmundrå Prästbord 1:7)                          | Kyrka med begravningsplats (1 byggnad)              |        |          |       | 62.91701, 17.78610 |                | Ladda upp en till bild av denna byggnad |
| Kramfors kapell (Limsta 18:339)                                    | Kyrka med kyrkotomt (1 byggnad)                     |        |          |       | 62.93902, 17.78712 |                | Ladda upp en till bild av denna byggnad |
| Nora kyrka (Nora Prästbord 1:2)                                    | Kyrka med begravningsplats (1 byggnad)              |        |          |       | 62.87276, 18.08467 |                | Ladda upp en till bild av denna byggnad |
| Nordingrå kyrka (Nordingrå prästbord 1:2)                          | Kyrka med begravningsplats (1 byggnad)              |        |          |       | 62.92806, 18.28846 |                | Ladda upp en till bild av denna byggnad |
| Skogs kyrka (Skogs kyrkobord 4:1)                                  | Kyrka med begravningsplats (1 byggnad)              |        |          |       | 62.92010, 18.05091 |                | Ladda upp en till bild av denna byggnad |
| Styrnäs kyrka (Styrnäs kyrkojord 1:3)                              | Kyrka med begravningsplats (1 byggnad)              |        |          |       | 63.08767, 17.77282 |                | Ladda upp en till bild av denna byggnad |
| Torsåkers kyrka (Torsåkers kyrka 1:1)                              | Kyrka med begravningsplats (1 byggnad)              |        |          |       | 63.07980, 17.74152 |                | Ladda upp en till bild av denna byggnad |
| Ullångers kyrka (Ullångers prästbord 1:2)                          | Kyrka med kyrkotomt (1 byggnad)                     |        |          |       | 63.00036, 18.17629 |                | Ladda upp en till bild av denna byggnad |
| Vibyggerå gamla kyrka (Vibyggerå prästbord 1:25)                   | Kyrka med begravningsplats (1 byggnad)              |        |          |       | 63.04856, 18.32159 |                | Ladda upp en till bild av denna byggnad |
| Vibyggerå nya kyrka (Docksta 2:14)                                 | Kyrka med begravningsplats (1 byggnad)              |        |          |       | 63.05884, 18.32806 |                | Ladda upp en till bild av denna byggnad |
| Ytterlännäs gamla kyrka och gravkapell (Ytterlännäs prästbord 1:3) | Gravkapell,Kyrka med begravningsplats (2 byggnader) |        |          |       | 63.00619, 17.70767 |                | Ladda upp en till bild av denna byggnad |
| Ytterlännäs nya kyrka (Sunnanåker 1:21)                            | Kyrka med begravningsplats (1 byggnad)              |        |          |       | 63.00712, 17.68619 |                | Ladda upp en till bild av denna byggnad |

## Sollefteå kommun
| Namn                                             | Ursprunglig funktion                     | Byggår | Arkitekt | Plats | Läge               | Anläggnings-ID | Bild                                    |
| ------------------------------------------------ | ---------------------------------------- | ------ | -------- | ----- | ------------------ | -------------- | --------------------------------------- |
| Boteå kyrka (Västerhällan 1:4)                   | Kyrka med begravningsplats (1 byggnad)   |        |          |       | 63.13538, 17.71533 |                | Ladda upp en till bild av denna byggnad |
| Edsele kyrka (Ödsgård 14:7)                      | Kyrka med begravningsplats (1 byggnad)   |        |          |       | 63.40860, 16.55095 |                | Ladda upp en till bild av denna byggnad |
| Eds kyrka (Eds Prästbord 1:6)                    | Kyrka med begravningsplats (1 byggnad)   |        |          |       | 63.24372, 17.20152 |                | Ladda upp en till bild av denna byggnad |
| Graninge kyrka (Västergraninge 7:75)             | Kyrka med begravningsplats (1 byggnad)   |        |          |       | 63.06937, 16.94533 |                | Ladda upp en till bild av denna byggnad |
| Helgums kyrka (Helgum 2:13)                      | Kyrka med begravningsplats (1 byggnad)   |        |          |       | 63.21955, 16.82959 |                | Ladda upp en till bild av denna byggnad |
| Junsele kyrka (Lillegård 4:1)                    | Kyrka med kyrkotomt (1 byggnad)          |        |          |       | 63.69223, 16.90065 |                | Ladda upp en till bild av denna byggnad |
| Långsele kyrka (Hamre 6:1)                       | Kyrka med begravningsplats (2 byggnader) |        |          |       | 63.18929, 17.05738 |                | Ladda upp en till bild av denna byggnad |
| Multrå kyrka (Multrå Prästbord 1:1)              | Kyrka med begravningsplats (1 byggnad)   |        |          |       | 63.16370, 17.38332 |                | Ladda upp en till bild av denna byggnad |
| Ramsele gamla kyrka (Ramsele Prästbord 1:1)      | Kyrka med begravningsplats (1 byggnad)   |        |          |       | 63.53097, 16.46186 |                | Ladda upp en till bild av denna byggnad |
| Ramsele nya kyrka (Kyrkmon 7:1)                  | Kyrka med begravningsplats (1 byggnad)   |        |          |       | 63.53877, 16.46475 |                | Ladda upp en till bild av denna byggnad |
| Resele kyrka (Resele Prästbord 1:22)             | Kyrka med begravningsplats (1 byggnad)   |        |          |       | 63.33055, 17.07568 |                | Ladda upp en till bild av denna byggnad |
| Sollefteå gravkapell (Sollefteå prästbord 2:2)   | Gravkapell (1 byggnad)                   |        |          |       | 63.16082, 17.28151 |                | Ladda upp en till bild av denna byggnad |
| Sollefteå kyrka (Kyrkan 1)                       | Kyrka med begravningsplats (1 byggnad)   |        |          |       | 63.16231, 17.28455 |                | Ladda upp en till bild av denna byggnad |
| Sånga kyrka (Sånga Prästbord 1:1)                | Kyrka med begravningsplats (1 byggnad)   |        |          |       | 63.18002, 17.56001 |                | Ladda upp en till bild av denna byggnad |
| Valvikens kyrksal (Östergransjö 17:2)            | Kapell (1 byggnad)                       |        |          |       | 63.15298, 16.95255 |                | Ladda upp en till bild av denna byggnad |
| Ådals-Lidens kyrka (Ådals-Lidens kyrkojord 17:1) | Kyrka med begravningsplats (1 byggnad)   |        |          |       | 63.44487, 16.89144 |                | Ladda upp en till bild av denna byggnad |
| Överlännäs kyrka (Rista 1:2)                     | Kyrka med begravningsplats (1 byggnad)   |        |          |       | 63.15876, 17.65558 |                | Ladda upp en till bild av denna byggnad |
| Övra kapell (Övra 1:12)                          | Kapell (1 byggnad)                       |        |          |       | 63.93896, 16.77736 |                | Ladda upp en till bild av denna byggnad |

## Sundsvalls kommun
| Namn                                                | Ursprunglig funktion                             | Byggår | Arkitekt | Plats | Läge               | Anläggnings-ID | Bild                                    |
| --------------------------------------------------- | ------------------------------------------------ | ------ | -------- | ----- | ------------------ | -------------- | --------------------------------------- |
| Alnö gamla kyrka (Gösta 1:1)                        | Kyrka med begravningsplats (1 byggnad)           | 1250   |          |       | 62.44765, 17.40520 |                | Ladda upp en till bild av denna byggnad |
| Alnö nya kyrka (Vränsta 1:11)                       | Kyrka med begravningsplats (1 byggnad)           | 1896   |          |       | 62.44806, 17.40751 |                | Ladda upp en till bild av denna byggnad |
| Attmars kyrka (Attmarby 1:13)                       | Kyrka med begravningsplats (1 byggnad)           | 1762   |          |       | 62.31265, 17.05500 |                | Ladda upp en till bild av denna byggnad |
| Birgittakyrkan (Fyrbåken 3)                         | Kyrka med kyrkotomt (1 byggnad)                  | 1972   |          |       | 62.40034, 17.34640 |                | Ladda upp en till bild av denna byggnad |
| Bosvedjans kyrka (Linjeförmannen 8)                 | Kyrka sammanbyggd med församlingshem (1 byggnad) | 1970   |          |       | 62.41906, 17.33620 |                | Ladda upp en till bild av denna byggnad |
| Brämöns kapell (Brämön 3:34)                        | Kapell (1 byggnad)                               | 1685   |          |       | 62.21997, 17.73294 |                | Ladda upp en till bild av denna byggnad |
| Bydalens gravkapell (Haga 4:25)                     | Gravkapell med begravningsplats (1 byggnad)      | 1929   |          |       | 62.41028, 17.33091 |                | Ladda upp en till bild av denna byggnad |
| Galtströms brukskyrka (Armplågan 1:179)             | Kapell (1 byggnad)                               | 1696   |          |       | 62.16359, 17.49074 |                | Ladda upp en till bild av denna byggnad |
| Granloholms kyrka (Granlo 3:398)                    | Kyrka sammanbyggd med församlingshem (1 byggnad) | 1993   |          |       | 62.41094, 17.26949 |                | Ladda upp en till bild av denna byggnad |
| Granlo kyrka (Granlo 4:8)                           | Kyrka sammanbyggd med församlingshem (1 byggnad) | 1982   |          |       | 62.39964, 17.26189 |                | Ladda upp en till bild av denna byggnad |
| Gustav Adolfs kyrka (Västermalm 1:2)                | Kyrka med begravningsplats (1 byggnad)           | 1894   |          |       | 62.39120, 17.30006 |                | Ladda upp en till bild av denna byggnad |
| Holms kyrka (Holms Prästbol 1:1)                    | Kyrka (1 byggnad)                                | 1904   |          |       | 62.65691, 16.63055 |                | Ladda upp en till bild av denna byggnad |
| Indals kyrka (Glömsta 1:26)                         | Kyrka med begravningsplats (1 byggnad)           | 1763   |          |       | 62.57485, 17.09885 |                | Ladda upp en till bild av denna byggnad |
| Lidens gamla kyrka (Liden 1:1)                      | Kyrka (1 byggnad)                                | 1499   |          |       | 62.69872, 16.79064 |                | Ladda upp en till bild av denna byggnad |
| Lidens kyrka (Lidens-byn 1:46)                      | Kyrka med begravningsplats (1 byggnad)           | 1858   |          |       | 62.69941, 16.80190 |                | Ladda upp en till bild av denna byggnad |
| Lörans kapell (Löruddens kapell) (Sundsskogen 1:63) | Kapell,Kapell med begravningsplats (1 byggnad)   | 1649   |          |       | 62.23132, 17.65183 |                | Ladda upp en till bild av denna byggnad |
| Mjösunds begravningskapell (Njurunda prästbol 1:98) | Gravkapell med begravningsplats (1 byggnad)      | 1946   |          |       | 62.26921, 17.38222 |                | Ladda upp en till bild av denna byggnad |
| Nacksta kyrka (Lägdan 2)                            | Kyrka (1 byggnad)                                | 1969   |          |       | 62.38917, 17.27167 |                | Ladda upp en till bild av denna byggnad |
| Njurunda kyrka (Stångom 2:23)                       | Kyrka med begravningsplats (1 byggnad)           | 1862   |          |       | 62.25695, 17.37304 |                | Ladda upp en till bild av denna byggnad |
| Selångers kyrka (Lillhällom 1:1)                    | Kyrka med begravningsplats (1 byggnad)           | 1781   |          |       | 62.40833, 17.20693 |                | Ladda upp en till bild av denna byggnad |
| Skönsmons kyrka (Agaten 10)                         | Kyrka (1 byggnad)                                | 1889   |          |       | 62.37890, 17.35625 |                | Ladda upp en till bild av denna byggnad |
| Sköns kyrka (Sköns prästbord 1:1)                   | Kyrka med begravningsplats (1 byggnad)           | 1850   |          |       | 62.44797, 17.35273 |                | Ladda upp en till bild av denna byggnad |
| Spikarö kapell (Spikarna 1:57)                      | Kapell (1 byggnad)                               | 1958   |          |       | 62.36078, 17.52972 |                | Ladda upp en till bild av denna byggnad |
| Stöde kyrka (Edsta 19:1)                            | Kyrka med begravningsplats (1 byggnad)           | 1759   |          |       | 62.41570, 16.58019 |                | Ladda upp en till bild av denna byggnad |
| Svartviks kyrka (Nolby 7:122)                       | Kyrka,Skola,Boställe,Löneboställe (1 byggnad)    | 1851   |          |       | 62.31590, 17.36943 |                | Ladda upp en till bild av denna byggnad |
| Sättna kyrka (Sättna kyrka 2:2)                     | Kyrka med begravningsplats (1 byggnad)           | 1742   |          |       | 62.46760, 17.15018 |                | Ladda upp en till bild av denna byggnad |
| Tuna kyrka (Tuna prästbord 1:1)                     | Kyrka med begravningsplats (1 byggnad)           | 1778   |          |       | 62.32749, 17.06519 |                | Ladda upp en till bild av denna byggnad |

## Timrå kommun
| Namn                                               | Ursprunglig funktion                        | Byggår | Arkitekt | Plats           | Läge               | Anläggnings-ID | Bild                                    |
| -------------------------------------------------- | ------------------------------------------- | ------ | -------- | --------------- | ------------------ | -------------- | --------------------------------------- |
| Hässjö kyrka (Hässjö prästbol 1:1)                 | Kyrka med begravningsplats (1 byggnad)      | 1795   |          | Hässjö          | 62.55222, 17.52263 |                | Ladda upp en till bild av denna byggnad |
| Lagfors kyrka (Lagfors brukskapell) (Lagfors 6:5)  | Kyrka med begravningsplats (1 byggnad)      | 1773   |          | Lagfors         | 62.66109, 17.19355 |                | Ladda upp en till bild av denna byggnad |
| Ljustorps kyrka (Rogsta 1:17)                      | Kyrka med begravningsplats (1 byggnad)      |        |          | Ljustorp        | 62.625, 17.33361   |                | Ladda upp en till bild av denna byggnad |
| Lögdö kyrka (Lögdö Bruk 1:10)                      | Kyrka med begravningsplats (1 byggnad)      |        |          | Lögdö bruk      | 62.55826, 17.38286 |                | Ladda upp en till bild av denna byggnad |
| Sörberge gravkapell (Skogskapellet) (Sörberge 2:8) | Gravkapell med begravningsplats (1 byggnad) |        |          | Sörberge, Timrå | 62.51472, 17.37313 |                | Ladda upp en till bild av denna byggnad |
| Timrå kyrka (Timrå Prästbol 1:1)                   | Kyrka med begravningsplats (1 byggnad)      |        |          | Timrå           | 62.47611, 17.31577 |                | Ladda upp en till bild av denna byggnad |
| Tynderö kyrka (Tynderö Prästbol 1:2)               | Kyrka med begravningsplats (1 byggnad)      |        |          | Tynderö         | 62.44779, 17.61317 |                | Ladda upp en till bild av denna byggnad |

## Ånge kommun
| Namn                               | Ursprunglig funktion                             | Byggår | Arkitekt | Plats | Läge               | Anläggnings-ID | Bild                                    |
| ---------------------------------- | ------------------------------------------------ | ------ | -------- | ----- | ------------------ | -------------- | --------------------------------------- |
| Alby kyrka (Ovansjö 1:354)         | Kyrka med begravningsplats (1 byggnad)           |        |          |       | 62.50243, 15.48794 |                | Ladda upp en till bild av denna byggnad |
| Borgsjö kyrka (Stomjorden 1:3)     | Kyrka med begravningsplats (1 byggnad)           |        |          |       | 62.53993, 15.90696 |                | Ladda upp en till bild av denna byggnad |
| Haverö kyrka (Vallen 9:1)          | Kyrka med begravningsplats (1 byggnad)           |        |          |       | 62.38269, 15.07766 |                | Ladda upp en till bild av denna byggnad |
| Ljungakyrkan (Västerhångsta 4:76)  | Kyrka (1 byggnad)                                |        |          |       | 62.49004, 16.03842 |                | Ladda upp en till bild av denna byggnad |
| Torpshammars kyrka (Lillboda 1:19) | Kyrka med begravningsplats (1 byggnad)           |        |          |       | 62.46791, 16.34442 |                | Ladda upp en till bild av denna byggnad |
| Torps kyrka (Fränsta 6:1)          | Kyrka med begravningsplats (1 byggnad)           |        |          |       | 62.49509, 16.17208 |                | Ladda upp en till bild av denna byggnad |
| Ånge kyrka (Ångebyn 1:75)          | Kyrka sammanbyggd med församlingshem (1 byggnad) |        |          |       | 62.51764, 15.64361 |                | Ladda upp en till bild av denna byggnad |

## Örnsköldsviks kommun
| Namn                                                     | Ursprunglig funktion                           | Byggår | Arkitekt | Plats | Läge               | Anläggnings-ID | Bild                                    |
| -------------------------------------------------------- | ---------------------------------------------- | ------ | -------- | ----- | ------------------ | -------------- | --------------------------------------- |
| Anundsjö kyrka (Anundsjö Prästbord 1:14)                 | Kyrka med begravningsplats (1 byggnad)         |        |          |       | 63.43133, 18.14274 |                | Ladda upp en till bild av denna byggnad |
| Arnäs kyrka (Gustaf Adolfs kyrka) (Arnäs prästbord 1:57) | Kyrka med begravningsplats (1 byggnad)         |        |          |       | 63.31833, 18.79455 |                | Ladda upp en till bild av denna byggnad |
| Björna kyrka (Björna 53:1)                               | Kyrka med begravningsplats (1 byggnad)         |        |          |       | 63.56635, 18.55829 |                | Ladda upp en till bild av denna byggnad |
| Domsjö kyrka (Gene 8:1)                                  | Kyrka (1 byggnad)                              |        |          |       | 63.25845, 18.70197 |                | Ladda upp en till bild av denna byggnad |
| Gideå kyrka (Norrgissjö 5:47)                            | Kyrka med begravningsplats (1 byggnad)         |        |          |       | 63.48015, 18.97528 |                | Ladda upp en till bild av denna byggnad |
| Grisslans kapell (Grisslans fiskeläge 1:1)               | Kyrka (1 byggnad)                              |        |          |       | 63.17974, 18.88609 |                | Ladda upp en bild av denna byggnad      |
| Grundsunda kyrka (Grundsunda prästbord 1:1)              | Kyrka med begravningsplats (1 byggnad)         |        |          |       | 63.37343, 19.19557 |                | Ladda upp en till bild av denna byggnad |
| Grunnans kapell (Marviksgrunnan 1:1)                     | Kapell (1 byggnad)                             |        |          |       | 62.98238, 18.61857 |                | Ladda upp en bild av denna byggnad      |
| Järveds kyrka (Järved 1:347)                             | Kyrka (1 byggnad)                              |        |          |       | 63.27270, 18.76238 |                | Ladda upp en till bild av denna byggnad |
| Mo kyrka (Mo 35:1)                                       | Kyrka med begravningsplats (1 byggnad)         |        |          |       | 63.37694, 18.46107 |                | Ladda upp en till bild av denna byggnad |
| Mosjöns kapell (Banafjäl 5:30)                           | Kapell (1 byggnad)                             |        |          |       | 63.31536, 19.01294 |                | Ladda upp en bild av denna byggnad      |
| Myckelgensjö lillkyrka (Myckelgensjö 5:13)               | Frikyrka,Kyrka (1 byggnad)                     |        |          |       | 63.57514, 17.60402 |                | Ladda upp en till bild av denna byggnad |
| Nylidens kapell (Nyliden 1:153)                          | Skola (1 byggnad)                              |        |          |       | 63.71517, 18.49554 |                | Ladda upp en till bild av denna byggnad |
| Nätra kyrka (Nätra prästbord 1:4)                        | Kyrka med begravningsplats (1 byggnad)         |        |          |       | 63.20404, 18.51210 |                | Ladda upp en till bild av denna byggnad |
| Sidensjö kyrka (Sidensjö prästbord 1:115)                | Kyrka med begravningsplats (1 byggnad)         |        |          |       | 63.29101, 18.29499 |                | Ladda upp en till bild av denna byggnad |
| Själevads kyrka (Själevads prästbord 1:95)               | Kyrka med begravningsplats (1 byggnad)         |        |          |       | 63.29263, 18.60806 |                | Ladda upp en till bild av denna byggnad |
| Skede kapell (Skede 3:13)                                | Kapell (1 byggnad)                             |        |          |       | 63.25050, 19.00270 |                | Ladda upp en till bild av denna byggnad |
| Skeppsmalns kapell (Skeppsmalens fiskehamn 1:1)          | Kapell (1 byggnad)                             |        |          |       | 63.19190, 19.01666 |                | Ladda upp en till bild av denna byggnad |
| Skorpeds kyrka (Mosjö 7:101)                             | Kyrka med begravningsplats (1 byggnad)         |        |          |       | 63.37549, 17.89668 |                | Ladda upp en till bild av denna byggnad |
| Solbergs kyrka (Solberg 1:159)                           | Kyrka (1 byggnad)                              |        |          |       | 63.79156, 17.63779 |                | Ladda upp en till bild av denna byggnad |
| Studsvikens kapell (Studsviken 1:19)                     | Kapell (1 byggnad)                             |        |          |       | 63.78352, 18.49168 |                | Ladda upp en till bild av denna byggnad |
| Trehörningsjö kyrka (Trehörningsjö 2:1)                  | Kyrka med begravningsplats (1 byggnad)         |        |          |       | 63.69733, 18.81442 |                | Ladda upp en till bild av denna byggnad |
| Trysunda kapell (Trysunda 1:2)                           | Kapell,Kapell med begravningsplats (1 byggnad) |        |          |       | 63.13849, 18.79245 |                | Ladda upp en till bild av denna byggnad |
| Ulvö kyrka (Ulvön 5:16)                                  | Kyrka (1 byggnad)                              |        |          |       | 63.02301, 18.64866 |                | Ladda upp en till bild av denna byggnad |
| Åsens kapell (Olstorp 2:8)                               | Kapell (1 byggnad)                             |        |          |       | 63.31904, 19.09648 |                | Ladda upp en till bild av denna byggnad |
| Örnsköldsviks kyrka (Kyrkan 1)                           | Kyrka (1 byggnad)                              |        |          |       | 63.29390, 18.71220 |                | Ladda upp en till bild av denna byggnad |